# Institut d'Educació Secundària

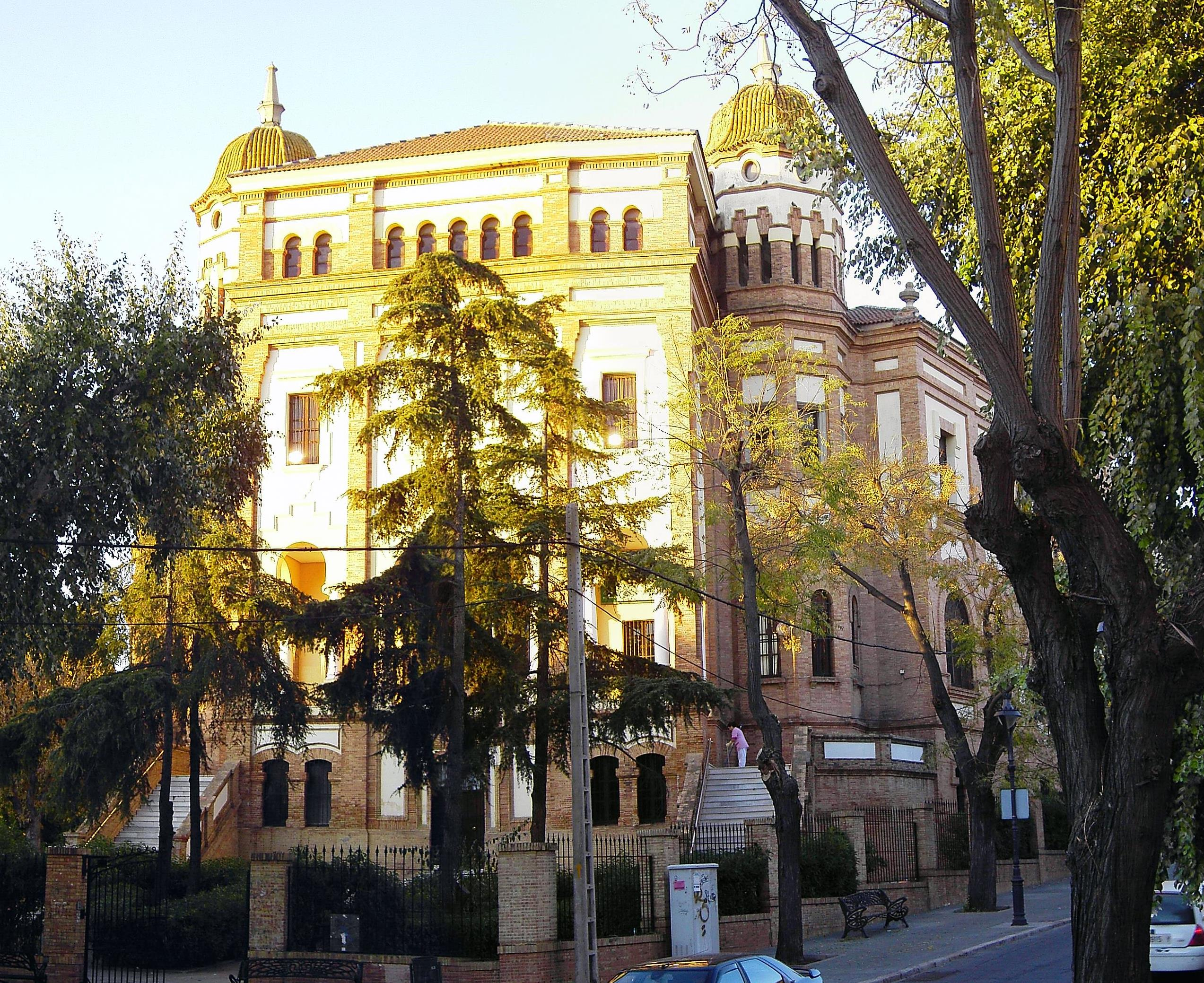
IES La Rábida, Institut més antic de Huelva.

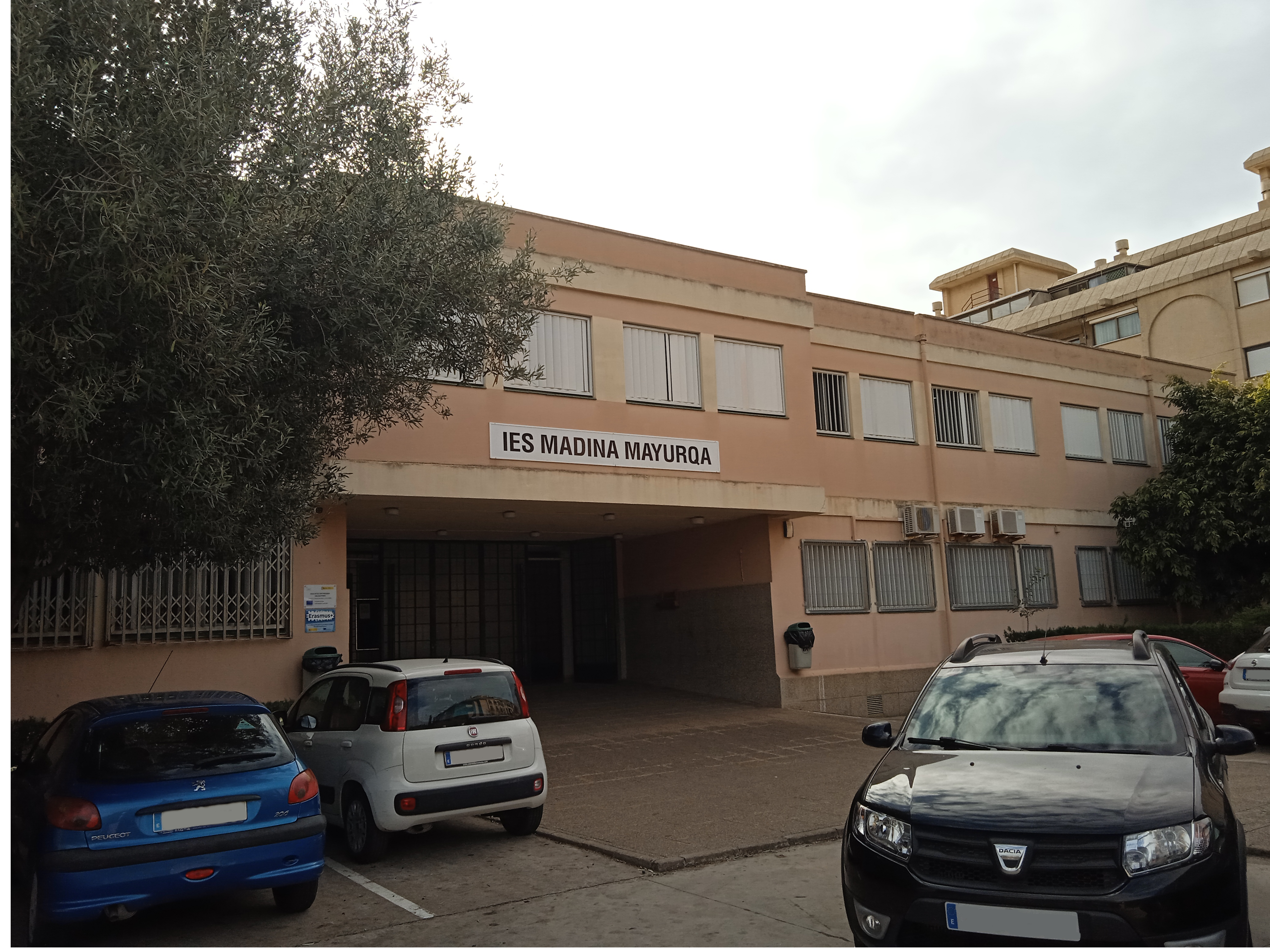
IES Madina Mayurqa,Institut d'educació secundària a Palma

Un Institut d'Educació Secundària o IES és un tipus de centre educatiu públic espanyol, a Catalunya, se'n diu Institut, on s'imparteix ensenyament secundari tant obligatori (ESO) (12-16 anys) com no obligatori (batxillerat), així com ensenyaments de formació professional (cicles formatius de grau mitjà i superior) i altres programes.
La denominació IES està reservada a centres públics, al igual que la denominació CEIP (Centre de Educació Infantil i Primària). Van ser creats per la LOGSE. Amb la LEC (Llei d'Educació de Catalunya) la denominació IES passa a dir-se Institut, i els CEIP passen a dir-se Escola. Si un centre no imparteix tots els ensenyaments de l'etapa, s'anomena secció d'educació secundària que se sol abreujar amb les sigles SES. A Catalunya cada cop hi ha més centres públics que combinen escola i ESO, anomenats Institut-Escola.
Els seus professionals són llicenciats, excepte en el primer cicle d'ESO, on s'admeten mestres, i en les àrees tècniques de la formació professional. També inclou els catedràtics, professors de reconegut prestigi i experiència. Un IES està organitzat a través d'un equip directiu, format per un/a director/a, un/a cap d'estudis, un/a secretari/a, i un/a coordinador/a pedagògic/a. Si el centre és gran i compta amb molt professorat hi pot haver adjunts a aquests càrrecs. A continuació hi ha els departaments, dirigits per un/a cap de departament, i que agrupen el professorat de les diferents àrees, que no són estrictament les matèries, sobretot en centres petits.